# Жеровјане
Жеровљане (мкд. Жеровјане) је насеље у Северној Македонији, у северозападном делу државе. Жеровљане припада општини Боговиње.

## Географија
Насеље Жеровљане је смештено у северозападном делу Северне Македоније. Од најближег већег града, Тетова, насеље је удаљено 10 km јужно.
Жеровљане се налази у горњем делу историјске области Полог. Насеље је положено у средишњем делу Полошког поља. Око насеља се пружа плодно поље, а пар километара западно се издиже Шар-планина. Надморска висина насеља је приближно 470 метара.
Клима у насељу је умерено континентална.

## Становништво
Жеровљане је према последњем попису из 2021. године имало 891 становника.
| Национални састав према попису из 2021.‍ | Национални састав према попису из 2021.‍ | Национални састав према попису из 2021.‍ | Национални састав према попису из 2021.‍ | Национални састав према попису из 2021.‍ |
| --------------------------------------- | --------------------------------------- | --------------------------------------- | --------------------------------------- | --------------------------------------- |
|                                         |                                         |                                         |                                         |                                         |
| Албанци                                 | Албанци                                 |                                         | 881                                     | 98,9%                                   |
| непописани                              | непописани                              |                                         | 10                                      | 1,1%                                    |

Већинска вероисповест је ислам.